# هپسفورد
هپسفورد (به انگلیسی: Hapsford) یک روستا در بریتانیا است که در دانهم آن د هیل و هپسفورد واقع شده‌است. هپسفورد ۱۳۳ نفر جمعیت دارد.